# 大紅湍号事件
大紅湍号事件发生于2007年10月29日，朝鲜货轮大紅湍号（韓語：대홍단호）在印度洋索马里近海遭索马里海盗袭击并被短暂劫持。次日，在美国海军舰艇支援下，该船船员成功反制海盗。

## 劫持过程
事件发生在索马里首都摩加迪沙东北约110公里处。一伙索马里海盗登船控制了朝鲜货轮"大紅湍"号（该船1978年建于清津）。据朝鲜消息称，该船在索马里首都卸货时，七名武装海盗（伪装成安保人员）登船，将22名船员拘禁在驾驶室和轮机舱内，随后挟持货轮出海并索要15,000美元赎金。

## 反制行动
次日，美国海军詹姆斯·E·威廉斯號驅逐艦（DDG-95）接获求救信号后抵达现场，派出SH-60B直升机和登临检查小组控制局面。与此同时，朝鲜船员发动突袭夺取部分武器，攻占舰桥和轮机舱，当场击毙一名海盗。经过激烈交火，船员最终制服海盗。
事件造成两名海盗死亡，五人被俘（其中三人受伤）。六名朝鲜船员受伤，其中三人伤势严重，由美方医疗人员实施救治。

## 后续影响
朝鲜中央通讯社发表罕见积极声明，对美国的援助表示感谢，强调事件中朝美双方的成功合作。

## 相关事件
- 快桅阿拉巴马号劫持案
- 朝鲜民主主义人民共和国交通